# Deniz Baysal
Deniz Baysal (* 5. April 1991 in Karşıyaka) ist eine türkische Schauspielerin und Model.

## Leben und Karriere
Baysal wurde am 5. April 1991 in Karşıyaka geboren. Sie studierte an der  Manisa Celal Bayar Üniversitesi. Ihr Debüt gab sie 2011 in der Fernsehserie Bitmeyen Şarkı. Ihre erste Hauptrolle bekam sie im selben Jahr in Derin Sular. 
November 2018 verlobte sich Baysal mit Barış Yurtçu. Das Paar hat am 6. September 2019 geheiratet. Außerdem spielte sie 2021 in der Serie Teşkilat dir Hauptrolle. 2022 hat sie in der Disney-Plus-Serie Kaçış einen Gastauftritt.

## Filmografie
Filme
- 2016: Sol Şerit
- 2017: Bamsı Beyrek
- 2019: 7. Koğuştaki Mucize

Serien
- 2011: Bitmeyen Şarkı[4]
- 2011: Derin Sular
- 2012: Babalar ve Evlatlar
- 2012: Kayıp Şehir
- 2013: Aşk Ekmek Hayaller
- 2014–2015: Kaçak Gelinler
- 2015: Can Bedenden Çıkmayınca
- 2015: Beyaz Yalan
- 2016: Sevda Kuşun Kanadında
- 2016: Rüzgarın Kalbi
- 2017–2018: Fazilet Hanım ve Kızları
- 2017: Bamsı Beyrek
- 2018–2019: Söz
- 2020: Hizmetçiler
- 2020–2021: Teşkilat
- 2022: Kaçış

## Musikvideos
- 2017: Tasma (feat. Kolpa)

## Auszeichnungen
- Türkiye Gençlik Ödülleri in der Kategorie „Beste Schauspielerin“[5]
- Kocaeli Üniversitesi Liderlik Kulübü ‘Face To Fest’ Ödülleri in der Kategorie „Beste Schauspielerin des Jahres“[6]
- Ayaklı Gazete Ödülleri in der Kategorie „Beste Schauspielerin in einem Film“[7]
- Türkiye Lider Marka Ödülleri in der Kategorie „Beste Schauspielerin des Jahres“